# Flaconi
Die Flaconi GmbH – Eigenschreibweise flaconi – ist ein deutscher Online-Versandhändler für Beauty-Produkte mit Sitz in Berlin. Das E-Commerce-Unternehmen wurde 2011 gegründet und gehört seit 2015 zur ProSiebenSat.1 Media SE.

## Geschichte
Flaconi wurde 2011 als Start-up von Björn Kolbmüller und Paul Schwarzenholz gegründet. Zu den frühen Investoren gehörten u. a. Benedict Rodenstock von Astutia Ventures. 2012 stieg die ProSiebenSat.1 Media AG (heute ProSiebenSat.1 Media SE) als Investor ein, auf deren TV-Sendern im gleichen Jahr die erste TV-Kampagne von Flaconi ausgestrahlt wurde. 2015 folgte die Komplettübernahme durch das Medienunternehmen. Die Flaconi-Gründer zogen sich zunächst aus dem operativen Geschäft zurück und übergaben im Mai 2016 die Steuerung des Unternehmens komplett an die ProSiebenSat.1 Media SE.
Zum Sortiment gehören Parfums, Pflege, Make-up, Haarpflege, Naturkosmetik und Accessoires. 2019 umfasste das Produktportfolio von Flaconi über 700 Marken und 45.000 Artikel von internationalen Kosmetikherstellern. Mit dem Flaconi-Concept Store in Berlin-Mitte sowie zwei weiteren Filialen ist Flaconi auch im stationären Handel vertreten.
2017 verlagerte Flaconi sein Auslieferungslager in den Nordosten Berlins. Am 15. September 2020 gab Flaconi bekannt, dass der Online-Versandhändler ab 2021 ein 28.000 Quadratmeter großes Logistikzentrum im Star Park nahe Halle (Saale) eröffnen wird, wo die komplette Logistik abgewickelt, -und dafür das Auslieferungslager in Berlin geschlossen werden soll.
Laut Handelsblatt führte Pro Sieben Sat 1 im Jahr 2021 Verhandlungsgespräche mit verschiedenen Interessenten, um Flaconi zu verkaufen.

## Unternehmen

### Struktur
Die Flaconi GmbH, als Inhaberin der beim Deutschen Patent- und Markenamt eingetragenen Marke Flaconi, ist eine Tochter der NCG Commerce GmbH (vormals: ProSiebenSat.1 Commerce GmbH). Sie hält 100 % des Kapitals von Flaconi. Gesellschafter von NCG Commerce bzw. dessen Holding NuCom Group ist mehrheitlich (71,59 %) die ProSiebenSat.1 Media SE, außerdem der US-amerikanische Finanzinvestor General Atlantic mit 28,41 %.

### Finanzen
2017 verzeichnete Flaconi mit einem Umsatz von 97 Millionen Euro ein Wachstum von 60 %. 2018 verzeichnete Flaconi mit einem Umsatz von 134 Millionen Euro ein Wachstum von 40 %. 2019 wuchs Flaconi um 48 %, daraus ergaben sich Umsätze von 197 Millionen Euro. 2020 erwirtschaftete Flaconi einen Umsatz von 292 Millionen Euro und erzielte erneut ein Wachstum von 48 %.

### Märkte
Im Herbst 2018 launchte Flaconi mit flaconi.at in Österreich. Seit September 2019 ist das deutsche E-Commerce Unternehmen mit flaconi.pl auch in Polen vertreten sowie seit April 2022 ebenfalls in Frankreich mit flaconi.fr.

### Produkte
Flaconi bietet Produkte aus den Bereichen Parfum, Pflege, Make-up, Haarpflege, Naturkosmetik und Accessoires an. Insgesamt werden rund 55.000 Produkte von 850 internationalen Marken angeboten.

### Flaconi Store
2015 eröffnete das E-Commerce-Unternehmen den Flaconi NEO, einen Friseursalon mit Shop für professionelle Haarpflegeprodukte, in Berlin-Mitte. 2018 erfolgte die Neueröffnung als Flaconi Store, einem Concept Store für Premium- und Nischenprodukte aus dem Bereich Parfüm, Make-up, Kosmetik und Haarpflege mit integriertem Friseursalon. Der Shop befindet sich im 1913 vom deutschen Architekten Hermann Muthesius entworfenen Tuteur-Haus in der Leipziger Straße 36.

## Preise und Auszeichnungen
- Handelsblatt-Auszeichnung „Deutschlands beste Online-Händler 2019“ in der Kategorie Parfümerien[27]
- Auszeichnung von Computer Bild als „Top Shop 2019“ in der Kategorie Drogerieartikel, Kosmetik[28]
- 1. Platz im Deutschland Test: „Deutschlands Beste 2018“ in der Kategorie Parfümerien[29]
- 1. Platz im Deutschland Test: „Deutschlands Beste Online-Shops 2017“[30]
- 2. Platz Online Handels Award 2017[31]
- Testsieger im Qualitätstest der Deutschen Gesellschaft für Verbraucherstudien mbH (DtGV) 11/2016[32]
- 1. Platz Deutscher Handels Award: „Bester Online Shop 2014“ im Bereich Kosmetik[33]